# Автошлях Т 1715
Автошля́х Т 1715  на даний час виключений з територіальних та переведений в обласні О-1715376 (https://www.openstreetmap.org/relation/3948210 [Архівовано 16 жовтня 2021 у Wayback Machine.]) — автомобільний шлях територіального, а тепер обласного значення у Полтавській області. Проходить територією Миргородського (13.1км) та Хорольського (16.0км) районів через Миргород — Хорол. Загальна довжина — 29,1 км.

## Маршрут
Автошлях проходить через такі населені пункти:
| Автошлях Т 1715     |           |
| Полтавська область  |           |
| Миргородський район |           |
| Миргород            | Р42Т 1719 |
| Гаркушинці          |           |
| Рибальське          |           |
| Петрівці            |           |
| Хорольський район   |           |
| Мелюшки             |           |
| Ковалі              |           |
| Новоаврамівка       |           |
| Мала Попівка        |           |
| Вишняки             | E40М03    |
| Хорол               | Т 1709    |